# Metopteryx rattus
Metopteryx rattus är en fjärilsart som beskrevs av Sergius G. Kiriakoff 1970. Metopteryx rattus ingår i släktet Metopteryx och familjen tandspinnare. Inga underarter finns listade i Catalogue of Life.